# نورث فالي (نيومكسيكو)
نورث فالي (بالإنجليزية: North Valley CDP, New Mexico)‏ هي منطقة سكنية تقع بولاية نيومكسيكو في الولايات المتحدة. تبلغ مساحتها 18.24 كم2، وترتفع عن سطح البحر 1522 م، بلغ عدد سكانها 11,333 نسمة في عام 2010 حسب إحصاء مكتب تعداد الولايات المتحدة وتصل الكثافة السكانية فيها 621.3 نسمة لكل كيلومتر مربع (1,609.2/ميل2).

## التركيبة السكانية
حدّد مكتب تعداد الولايات المتحدة بيانات التركيبة السكانية لنورث فالي في تعداد الولايات المتحدة. في ما يلي، التركيبة السكانية حسب تعدادي 2000 و2010.

### تعداد عام 2000
بلغ عدد سكان نورث فالي 11,923 نسمة بحسب تعداد عام 2000، وبلغ عدد الأسر 4,467 أسرة وعدد العائلات 3,097 عائلة مقيمة في المنطقة السكنية. في حين سجلت الكثافة السكانية 653.7 نسمة لكل كيلومتر مربع (1,693.1/ميل2). وبلغ عدد الوحدات السكنية 4,772 وحدة بمتوسط كثافة قدره 261.6 لكل كيلومتر مربع (677.5/ميل2).
وتوزع التركيب العرقي للمنطقة السكنية بنسبة 73.62% من البيض و1.04% من الأمريكيين الأفارقة و2.91% من الأمريكيين الأصليين و0.41% من الأمريكيين ذوي الأصول الآسيوية و0.06% من سكان جزر المحيط الهادئ و18.19% من الأعراق الأخرى و3.77% من عرقين مختلطين أو أكثر و56.81% من الهسبانيون أو اللاتينيون من أي عرق.
بلغ عدد الأسر 4,467 أسرة كانت نسبة 35.1% منها لديها أطفال تحت سن الثامنة عشر تعيش معهم، وبلغت نسبة الأزواج القاطنين مع بعضهم البعض 50.1% من أصل المجموع الكلي للأسر، ونسبة 12.8% من الأسر كان لديها معيلات من الإناث دون وجود شريك،  بينما كانت نسبة 6.4% من الأسر لديها معيلون من الذكور دون وجود شريكة وكانت نسبة 30.7% من غير العائلات. تألفت نسبة 24.7% من أصل جميع الأسر من عدة أفراد يعيشون في نفس المنزل ونسبة 8.8% كانت تتألف من شخص يعيش بمفرده يبلغ من العمر 65 عاماً أو أكثر. وبلغ متوسط حجم الأسرة المعيشية 2.59، أما متوسط حجم العائلات فبلغ 3.08.
بلغ العمر الوسطي للسكان 39.1 عاماً. وكانت نسبة 23.7% من القاطنين تحت سن الثامنة عشر، وكانت نسبة 7.5% بين الثامنة عشر والرابعة والعشرين عاماً، ونسبة 26.1% كانت واقعةً في الفئة العمرية ما بين الخامسة والعشرين والرابعة والأربعين عاماً، ونسبة 25.8% كانت ما بين الخامسة والأربعين والرابعة والستين، ونسبة 13.9% كانت ضمن فئة الخامسة والستين عاماً فما فوق. يوجد لكل 100 أنثى 96.1 ذكر، ويوجد لكل 100 أنثى في الثامنة عشر من عمرها فما فوق 95.0 ذكر.
بلغ متوسط دخل الأسرة في المنطقة السكنية 39,888 دولارًا، أما متوسط دخل العائلة فبلغ 45,129 دولارًا. وكان متوسط دخل الذكور 31,948 دولارًا مقابل 26,433 دولارًا للإناث. وسجل دخل الفرد الخاص بالمنطقة السكنية 19,398 دولارًا. وكانت نسبة 8.5% من العائلات ونسبة 10.7% من السكان تحت خط الفقر، وكان من هؤلاء نسبة 13.6% تحت سن الثامنة عشر ونسبة 10.1% في الخامسة والستين من العمر وما فوق.

### تعداد عام 2010
بلغ عدد سكان نورث فالي 11,333 نسمة بحسب تعداد عام 2010، وبلغ عدد الأسر 4,550 أسرة وعدد العائلات 2,981 عائلة مقيمة في المنطقة السكنية. في حين سجلت الكثافة السكانية 621.3 نسمة لكل كيلومتر مربع (1,609.2/ميل2). وبلغ عدد الوحدات السكنية 4,852 وحدة بمتوسط كثافة قدره 266 لكل كيلومتر مربع (688.9/ميل2).
وتوزع التركيب العرقي للمنطقة السكنية بنسبة 70.88% من البيض و0.63% من الأمريكيين الأفارقة و2.98% من الأمريكيين الأصليين و0.60% من الأمريكيين ذوي الأصول الآسيوية و0.06% من سكان جزر المحيط الهادئ و20.71% من الأعراق الأخرى و4.14% من عرقين مختلطين أو أكثر و59.19% من الهسبانيون أو اللاتينيون من أي عرق.
بلغ عدد الأسر 4,550 أسرة كانت نسبة 28.2% منها لديها أطفال تحت سن الثامنة عشر تعيش معهم، وبلغت نسبة الأزواج القاطنين مع بعضهم البعض 45.1% من أصل المجموع الكلي للأسر، ونسبة 13.3% من الأسر كان لديها معيلات من الإناث دون وجود شريك،  بينما كانت نسبة 7.1% من الأسر لديها معيلون من الذكور دون وجود شريكة وكانت نسبة 34.5% من غير العائلات. تألفت نسبة 27.7% من أصل جميع الأسر من عدة أفراد يعيشون في نفس المنزل ونسبة 11.1% كانت تتألف من شخص يعيش بمفرده يبلغ من العمر 65 عاماً أو أكثر. وبلغ متوسط حجم الأسرة المعيشية 2.45، أما متوسط حجم العائلات فبلغ 2.99.
بلغ العمر الوسطي للسكان 44.1 عاماً. وكانت نسبة 21.9% من القاطنين تحت سن الثامنة عشر، وكانت نسبة 7.9% بين الثامنة عشر والرابعة والعشرين عاماً، ونسبة 21.4% كانت واقعةً في الفئة العمرية ما بين الخامسة والعشرين والرابعة والأربعين عاماً، ونسبة 31.6% كانت ما بين الخامسة والأربعين والرابعة والستين، ونسبة 17.2% كانت ضمن فئة الخامسة والستين عاماً فما فوق. وتوزع التركيب الجنسي للسكان بنسبة 49.6% ذكور و50.4% إناث.